# Incheon Hyundai Steel Red Angels
Incheon Hyundai Steel Red Angels là một câu lạc bộ bóng đá nữ đặt trụ sở tại Incheon, Hàn Quốc. Được thành lập vào năm 1993, đội bóng này đã trở thành một trong những đội bóng nữ hàng đầu của đất nước này.
Với mười chức vô địch WK League liên tiếp từ năm 2013 đến năm 2022,Incheon Hyundai Steel Red Angels đã ghi dấu ấn mạnh mẽ trong lịch sử bóng đá nữ Hàn Quốc. Nhờ sự cống hiến và nỗ lực không ngừng, đội bóng đã khẳng định vị thế của mình trên đỉnh cao của làng bóng đá nữ châu Á.

## Đội hình hiện tại
Ghi chú: Quốc kỳ chỉ đội tuyển quốc gia được xác định rõ trong điều lệ tư cách FIFA. Các cầu thủ có thể giữ hơn một quốc tịch ngoài FIFA.
| Số | VT | Quốc gia | Cầu thủ        |
| -- | -- | -------- | -------------- |
| 1  | TM | Hàn Quốc | Baek Hyeon-hee |
| 2  | HV | Hàn Quốc | Lee Deok-ju    |
| 3  | HV | Hàn Quốc | Shin Bo-mi     |
| 4  | HV | Hàn Quốc | Kim Do-yeon    |
| 6  | TV | Hàn Quốc | Jeong Yu-jin   |
| 7  | TĐ | Hàn Quốc | Son Hwa-yeon   |
| 8  | HV | Hàn Quốc | Hong Hye-ji    |
| 9  | TĐ | Hàn Quốc | Jung Seol-bin  |
| 11 | TĐ | Kenya    | Tereza Engesha |
| 12 | TV | Hàn Quốc | Lee Si-yul     |
| 13 | TĐ | Hàn Quốc | Park Hee-young |
| 14 | TV | Hàn Quốc | Jang Chang     |
| 15 | TV | Hàn Quốc | Kim Bit-na     |

| Số | VT | Quốc gia | Cầu thủ       |
| -- | -- | -------- | ------------- |
| 16 | TV | Hàn Quốc | Jang Sel-gi   |
| 17 | TV | Hàn Quốc | Lee Se-eun    |
| 18 | TM | Hàn Quốc | Kim Jung-mi   |
| 19 | HV | Hàn Quốc | Yoon Hye-in   |
| 20 | HV | Hàn Quốc | Kim Hye-ri    |
| 21 | TĐ | Hàn Quốc | Choi Yoo-jung |
| 22 | TĐ | Hàn Quốc | Choe Yu-ri    |
| 23 | TV | Hàn Quốc | Lee Min-a     |
| 24 | TM | Hàn Quốc | Kim Min-jeong |
| 26 | HV | Hàn Quốc | Lim Seon-joo  |
| 27 | TV | Hàn Quốc | Namgung Ye-ji |
| 28 | TĐ | Hàn Quốc | Kang Chae-rim |

## Tham Khảo
1. ↑  "Incheon Hyundai Steel Red Angels WFC". Soccerway. Truy cập ngày 2 tháng 4 năm 2017.
2. ↑  "South Korea WK League 2023 Table & Stats | FootyStats". footystats.org (bằng tiếng Anh). Truy cập ngày 12 tháng 3 năm 2023.